# Pristimantis tungurahua
Pristimantis tungurahua es una especie de anfibio anuro de la familia Craugastoridae.

## Distribución geográfica
Esta especie es endémica de la provincia de Tungurahua en Ecuador. Se encuentra entre los 2500 y 2750 m sobre el nivel del mar en el Tungurahua.

## Descripción
Los machos miden de 17 a 20 mm y las hembras de 24 a 28 mm.

## Etimología
El nombre de la especie le fue dado en referencia al lugar de su descubrimiento, Tungurahua.

## Publicación original
- Reyes, Yánez-Muñoz, Cisneros-Heredia & Ramírez, 2010: Una nueva especie de rana Pristimantis (Terrarana: Strabomantidae) de los bosques nublados de la cuenca alta del río Pastaza, Ecuador. Avances en Ciencias e Ingenierías, vol. 2, n.º 3, p. 78-82[3]